# NGC 78
NGC 78 là một cặp thiên hà trong chòm sao Song Ngư. NGC 78A, là thiên hà phía nam hơn, là một thiên hà xoắn ốc có thanh. NGC 78B, là thiên hà lệch về phía bắc nhiều hơn, là một thiên hà hình elip. Mặc dù các chỉ định NGC 78A và 78B được sử dụng ngày nay, nhưng chỉ định NGC 78 trước đây được sử dụng chủ yếu cho thiên hà phía bắc.
NGC 78 được phát hiện không muộn hơn 1876 bởi Carl Frederick Pechüle. Nó được mô tả là "rất mờ, nhỏ, tròn" bởi John Louis Emil Dreyer, người biên dịch của Danh mục chung mới.  Do hai thiên hà có vận tốc hồi quy khác nhau, hai thiên hà rất có thể không tương tác.